# Râul Vilaine
Vilaine (Bretonă: Gwilen) este un râu în Bretania, în vestul Franței. Izvorul râului este în departamentul Mayenne iar vărsarea în Pceanul Atlantic are loc lângă Tréhiguier în departamentul Morbihan având în total o lungime de 225 km. Există un canal ce leagă râul Vilaine de râul Rance ce se varsă în Marea Mânecii. 

## Cursul râului
Râul traversează 4 departamente (Mayenne, Ille-et-Vilaine, Loire-Atlantique și Morbihan) și patru orașe importante (Rennes, Vitré, Redon și La Roche-Bernard. 

## Hidrologie și Navigabilitate
Râul are un debit ce variează între 2 și 1500 m³/s. Este parte componentă a sistemului de canale din Bretania. Secțiunea dintre Rennes și Oceanul Atlantic este navigabilă de către bărci de dimensiune mică. În Rennes râul este conectat de canalul Ille et Rance, iar în Redon traversează canalul de la Nantes la Brest.

## Principali afluenți
- Ille - Vaunoise
- Seiche
- Oust
- Isaac